# پرستار (فیلم ۱۹۷۵)
پرستار (ایتالیایی: L'Infermiera) یک فیلم کمدی سکسی سبک ایتالیایی به کارگردانی نلو روساتی است که در سال ۱۹۷۵ منتشر شد.

## گزیدهٔ بازیگران
- اورسولا اندرس
- جک پالانس
- لوچانا پالوتزی
- دوئیلیو دل پره‌ته
- ماریو پیسو
- دانیله وارگاس
- مارینا کونفالونه
- لینو توفولو